# Seven Sun
Le Seven Sun est un navire de services qui est utilisé comme navire poseur de canalisations pour des opérations sous-marines en eau profonde allant jusqu'à 3 000 mètres et adapté aux opérations dans le monde entier. Le navire appartient à l'entreprise de services offshore Subsea 7. Il navigue sous pavillon de l'île de Man et son port d'attache est Douglas.

## Histoire
Seven Sun a été construit au chantier naval néerlandais IHC Merwede à Krimpen aan den IJssel. Il a été équipé d'un puissant système de pose inclinable de plus de 550 tonnes de tension développée par Huisman à Schiedam. Celui-ci est installé en permanence pour le déploiement d'une gamme de produits flexibles d'un diamètre de 50 à 650 mm.
Le navire dispose d'un pont de chargement de 2 197 m2. Il est équipé d'une grue principale de 100 tonnes. Il dispose de deux carrousels de stockage sous pont d'une capacité de respectivement 2 500 tonnes et 1 500 tonnes de produit.
Le navire dispose, dans un hangar fermé, de deux sous-marins télécommandés (ROV) capables d'effectuer des tâches à des profondeurs allant jusqu'à 3 000 mètres et d'un ROV d'observation pouvant évoluer jusqu'à 2 000 mètres. 
Le déplacement sur zone d'exécution des travaux est effectué à une vitesse opérationnelle de 13 nœuds. La précision de positionnement est assurée par le système de positionnement dynamique, et la centrale de propulsion se compose de six moteurs Wärtsilä et de divers propulseurs.
Il dispose à bord de cabines pour 120 personnes. La livraison du personnel et de la cargaison peut être effectuée à l'aide de l'hélipad, qui est conçu pour recevoir des hélicoptères de type  Sikorsky S-92 ou Super Puma.

## Galerie

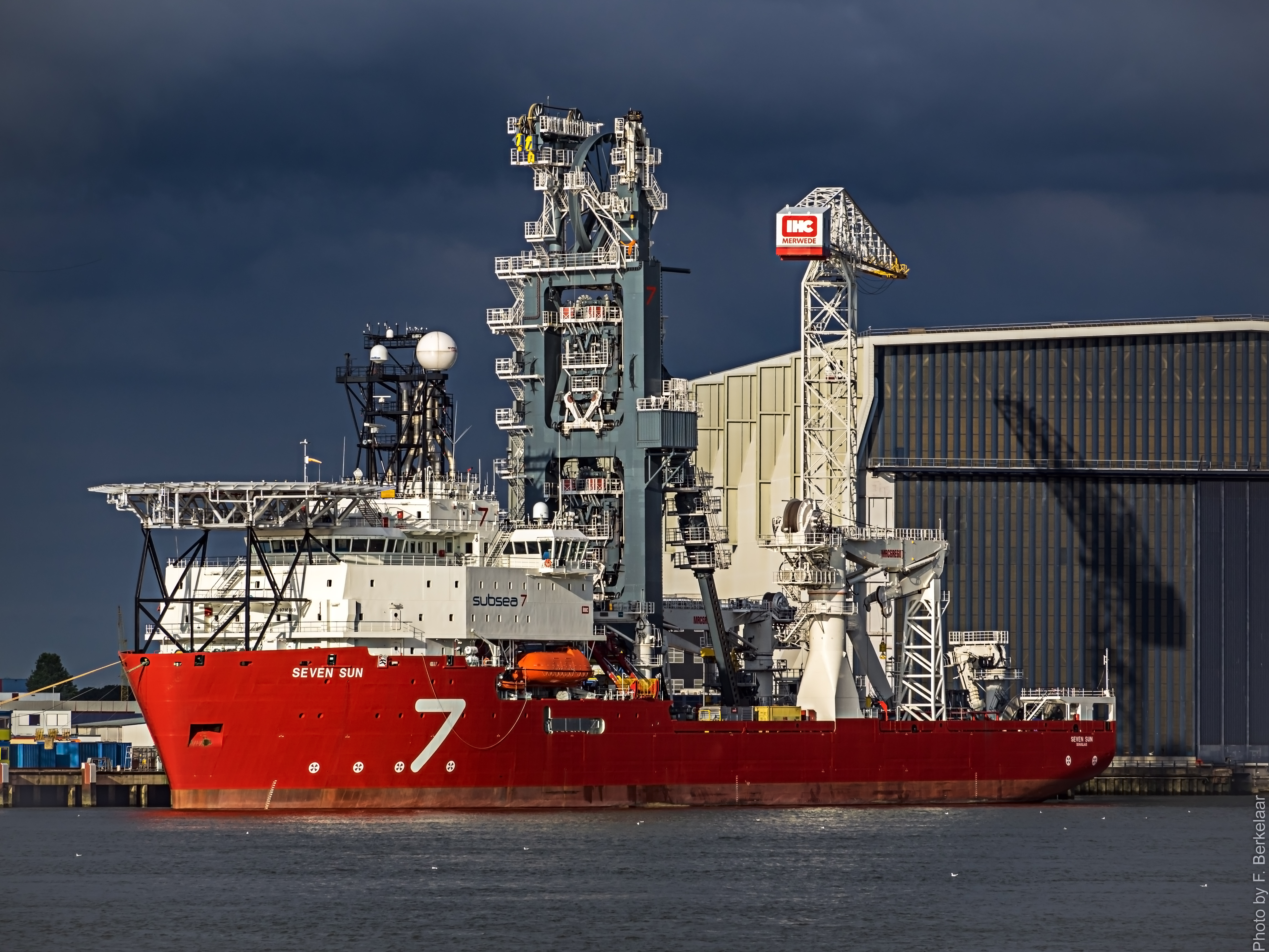
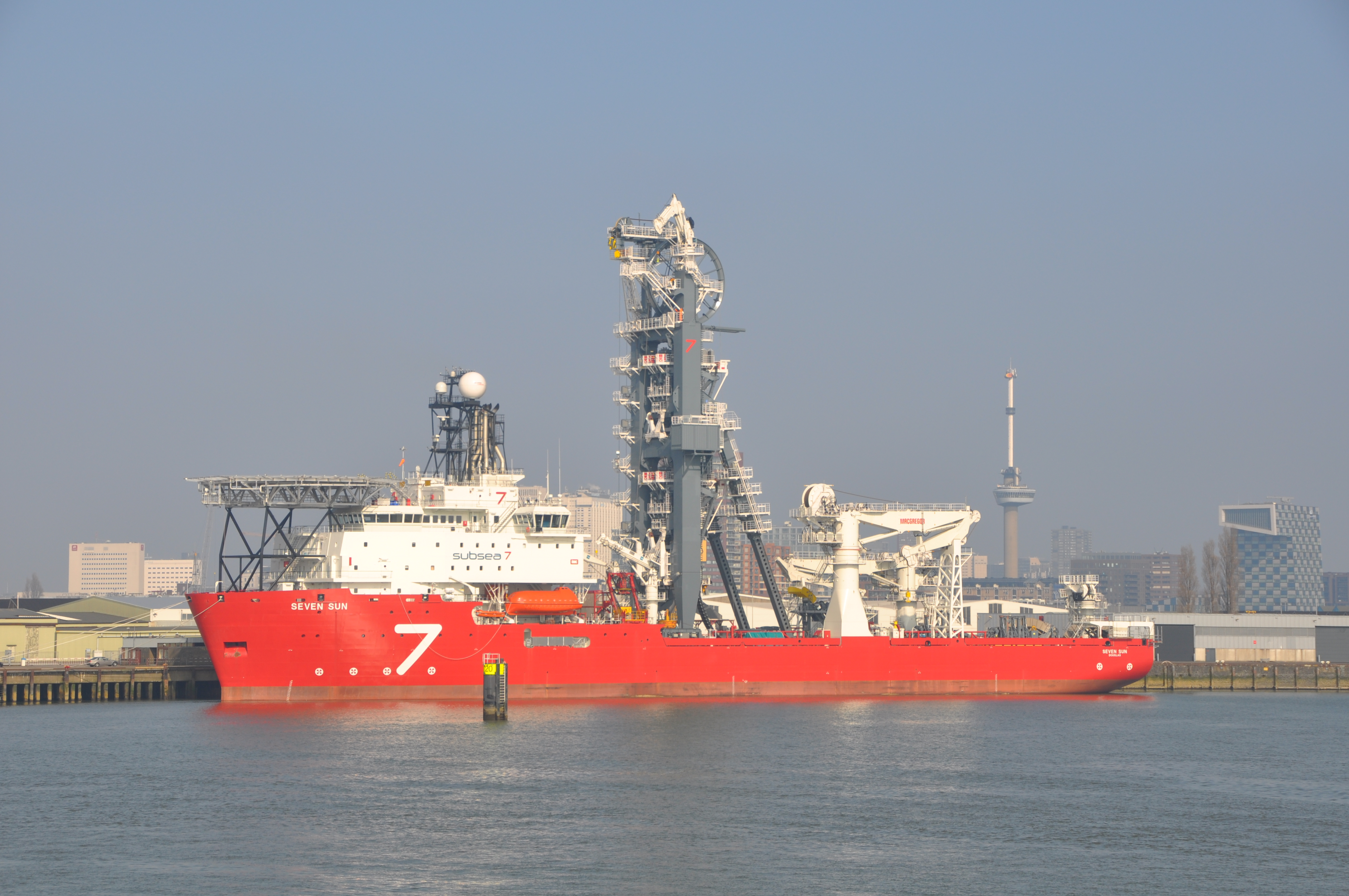
Seven Sun à Rotterdam

### Articles externes
- Seven Sun - Site marinetraffic

- Seven Sun - Site Flotte Subsea 7
- Seven Sun - Site Subsea 7